# تشاخلو (سقز)
قرية تشاخلو (بالكردية: چاخلوو) هي إحدى القرى التابعة لـصاحب في ريف قسم زيويه من مقاطعة سقز، في محافظة كردستان الإيرانية.

## السكان
حسب إحصاءات سنة 2006، بلغ إجمالي السكان في تشاخلو 382 نسمة وعدد المساكن 88 مسكن. لغة سكان تشاخلو هي اللغة الكردية و هم من أهل السنة والجماعة والمذهب الشافعي.